# 骆秉章
駱秉章（1793年—1867年），原名俊，37歲時改名秉章，字籲門，號儒齋，廣東廣州府花縣人，清后期政治家、軍事家、儒生、文學家、書法家、湘軍將領，官至封疆大吏、太子太保、四川總督，谥“文忠”。

## 生平
駱秉章父珝元，号诚斋。乾隆五十八年（1793年）三月十八日，駱秉章出生於廣東省花縣炭步鎮華嶺村。道光十二年（1832年）中進士，其座师为穆彰阿，選翰林院庶吉士，散館授編修。道光二十年（1840年），受命稽察吏部银库，道光二十八年（1848年）任湖北按察使、道光三十年（1850年）由貴州布政使升任湖南巡撫。
咸豐二年（1852年）夏，太平軍入湖南，骆秉章率清兵拼死抵抗，并令用炮轰击，其事未平，被革職留任。後以守長沙有功（太平軍圍攻八十餘日不能克，蕭朝貴亦死於此役）而复职。咸豐三年（1853年）支持曾國藩辦團練，又聘左宗棠為幕僚，事無巨細，皆聽之，左宗棠说：“所计画无不立从。一切公文，画诺而已，绝不检校。”一時傳為佳話。
咸丰五年（1855），太平军攻克武昌，湖北巡抚胡林翼向骆秉章求救。骆秉章派鲍超赴湖北，以彭玉麟继其后。咸丰六年（1856），曾国藩告戒其弟曾国荃要“一听骆中丞、左季兄之命，敕东则东，敕西则西！”潘祖荫曾言：“楚军之得力，由于骆秉章之调度有方，实由于左宗棠之运筹决胜”。咸豐十一年（1861年）任四川總督，鎮壓云南藍朝鼎领导的起义势力，解绵州之围，杀四万余人。赏加太子少保衔。
同治元年（1862年），骆秉章派重兵拢子守大渡河，斷石达开後路，石达开被围于安顺场，不忍全軍餓死，寫信给骆秉章，希望“宥我将士，请免诛戮”。駱佯稱答應，後將石达开俘虜，解至成都凌遲处死。同治四年（1865年），有眼病，力疾视事。同治六年（1867年）被任命为协办大学士、四川总督，不久舊病復發，死于任所。追赠为太子太傅，谥号“文忠”。

## 遺跡

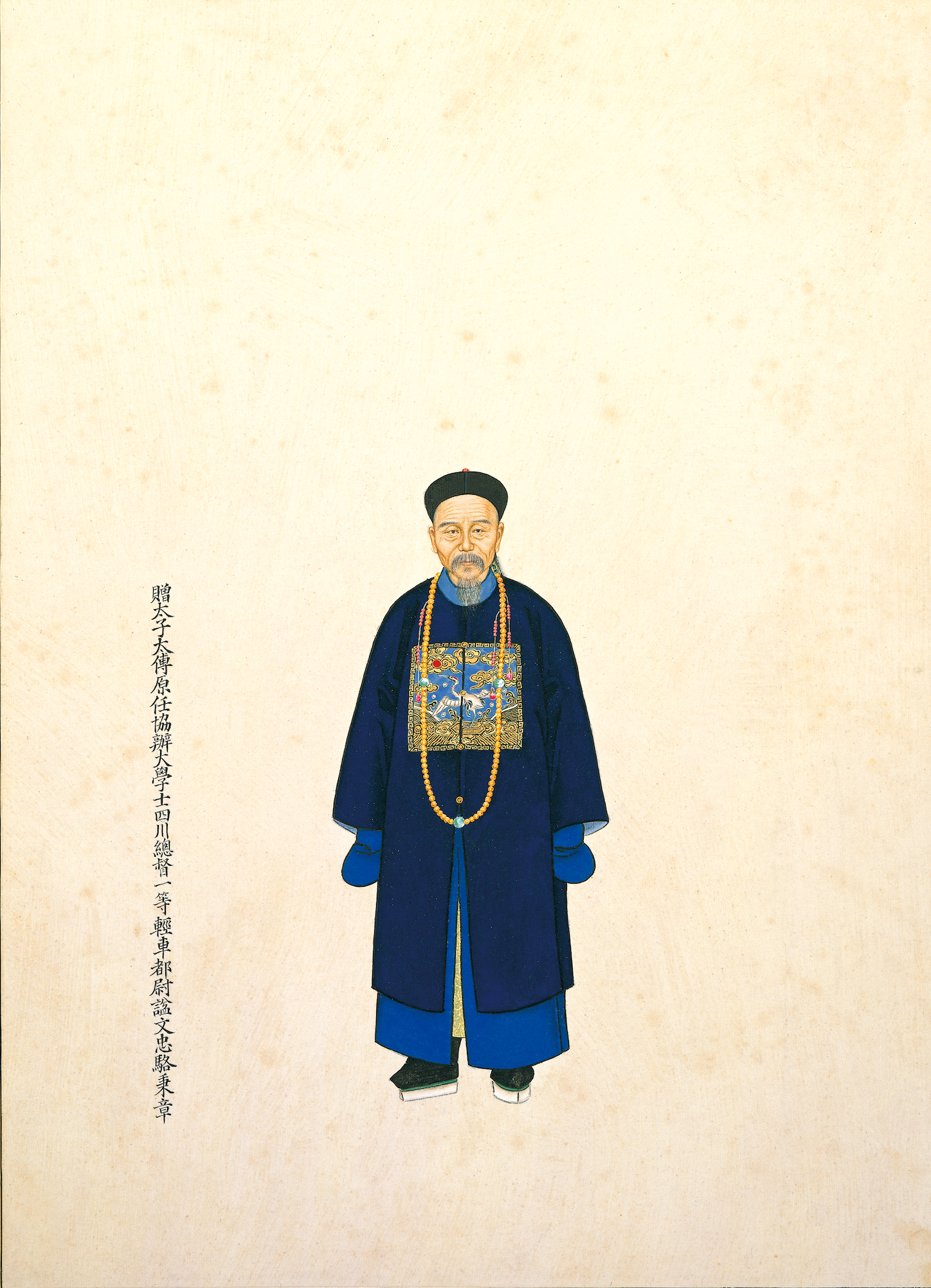
駱秉章像

工書法，佛山市博物館藏有《楷書聯》，他在佛山園林建築撰有“群星草堂”匾額。骆特别是画梅着称

## 延伸阅读
[在维基数据编辑]
 《清史稿·卷406》，出自趙爾巽《清史稿》
 在维基共享资源阅览影像

## 外部連結
- 駱秉章 （页面存档备份，存于） 中研院史語所

| 官衔          | 官衔                    | 官衔          |
| ------------- | ----------------------- | ------------- |
| 前任： 馮德馨 | 湖南巡撫 1850年－1852年 | 繼任： 張亮基 |
| 前任： 潘鐸   | 湖南巡撫 1853年－1860年 | 繼任： 翟誥   |
| 前任： 崇實   | 四川總督 1861年－1867年 | 繼任： 吳棠   |